# 北条時基
北条 時基（ほうじょう ときもと）は、鎌倉時代中期から後期にかけての武将、北条氏の一門。名越流の祖・北条朝時の子。

## 生涯
時基の史料上の初見は建長5年（1253年）で、康元2年（1257年）2月2日以前に六位の地位にあった。
名越流と得宗家との対立により、兄たちが宮騒動、二月騒動で度々討伐を受けるが、兄弟の中でも年少であった時基は、その埋め合わせ的に引き立てられ、文永10年（1273年）6月、38歳で引付衆となり、弘安元年（1278年）、43歳で評定衆となる。弘安3年（1280年）11月、遠江守、弘安6年（1283年）4月、三番引付頭人。弘安7年（1284年）4月、執権・北条時宗の死去に伴って出家し、法名は道西と称する。
その後、三番引付頭人を再任、二番引付頭人就任などを繰り返し、正安元年（1299年）4月1日、64歳の時に三番引付頭人を辞任した記録が最後である。
『鎌倉年代記』では永仁6年（1298年）4月9日の記事を最後に登場しない。